# بيدرو بابلو سيبيدا سييرا
بيدرو بابلو سيبيدا سييرا هو سياسي مكسيكي، ولد في 29 يونيو 1966 في ولاية سان لويس بوتوسي في المكسيك. نشط حزبياً في حزب العمل الوطني. وقد انتخب عضو مجلس النواب المكسيك ‏.